# New Providence
Pour les articles homonymes, voir Providence.
L'île de New Providence, plus rarement île de la Nouvelle-Providence, est l'île la plus peuplée des Bahamas. Elle compte plus de 60 % de la population totale du pays. C'est sur cette ile que se trouve la capitale des Bahamas, Nassau, qui l'occupe presque entièrement et forme également l'essentiel du territoire du district homonyme.
L'ile est à l'origine nommée « Providence » par l'un de ses gouverneurs au XVIe siècle pour remercier la divine Providence après un naufrage. L'adjectif new (« nouvelle ») est ajouté par la suite pour la différencier des iles nicaraguayennes[réf. souhaitée].

## Géographie
New Providence est une cayes, île de basses altitude (5 mètres maximum) principalement composées de sable et de corail, longue de 34 km sur 11 km de large, parsemée de lacs et d'étangs dont le plus important est Lake Killarney.

La configuration de l'île a permis l'aménagement de Marinas sur son pourtour comme : Sandyport, Old Fort Bay, Lyford Cay Club, Coral Harbour, Port New Providence ou Fox Hill Creek, qui sont pour la plupart des Gated communities, communautés sécurisées et exclusives.
L'île de Paradise Island, sur laquelle se trouve le complexe touristique de Atlantis Paradise Island, principale attraction de l'archipel bahaméen, est situé en face du centre-ville de Nassau et est relié à New Providence par deux ponts.

## Démographie
New Providence est peuplée de près de 250 000 habitants, soit plus de 80 % de la population bahaméenne. La population insulaire est formée de 85 % de Noirs, 12 % de Blancs, ainsi que 3 % d'hispaniques et d'asiatiques[réf. nécessaire].
L'île présente une superficie et une densité de population proche de celle de l'île de Malte (respectivement 246 km² et 1 578,18 hab./km² en 2007), et est également urbanisée à environ 50%.

## Histoire
La première véritable occupation des iles commence à Eleuthera, puis New Providence quelque temps après. New Providence était le port pour petits navires le mieux abrité des Caraïbes. 
Ce port, ainsi que la proximité avec le détroit de Floride, font de New Providence un havre pour les pirates, visant principalement les navires espagnols faisant route vers l'Espagne, chargés d'or, d'argent et d'autres richesses. De 1715 à 1725, c'est l'apogée de la piraterie sur l'ile, après quoi le gouvernement britannique implante une colonie plus traditionnelle et des quartiers généraux militaires dans la petite ville de Nassau, face au port de New Providence.
Après la révolution américaine, plusieurs milliers de loyalistes et leurs esclaves émigrent à New Providence et les îles voisines, dans l'espoir d'y recréer leurs plantations. Les sols peu appropriés et le manque de précipitations condamnent leurs activités à l'échec : c'est ainsi que les Bahamas se vident progressivement de leur population jusqu'au XIXe siècle. La collecte de sel continue ici ou là, le pillage d'épaves était rentable sur l'île de Grand Bahama, mais New Providence est restée la seule ile réellement prospère, essentiellement grâce aux militaires installés. Les forteresses commencèrent à tomber en ruines et furent abandonnées en 1850. New Providence connaîtra deux autres périodes de grande activité économique grâce à la contrebande : la guerre de Sécession et la Prohibition.
Depuis 1960, New Providence est devenue une destination de vacances, avec de nombreuses installations pour les touristes. On peut visiter le port en bateau et jouer dans des casinos. Deux tiers des Bahamiens vivent sur l'ile de New Providence, mais cette proportion est en train de changer en raison du développement de Freeport sur l'ile de Grand Bahama.
Enfin, face à la mise en place croissante des politiques de contrôle de l'immigration dans les pays occidentaux, l'immigration clandestine est une activité extralégale en plein essor.

## Transports
L'île est desservie par le Lynden Pindling International Airport, le principal aéroport des Bahamas, situé à l'ouest de Lake Killarney.
Le Prince George Wharf constitue le principal terminal pour navires de croisière.

## Sources
- (en) Gouvernement bahaméen - New Providence